# Intel Celeron (NetBurst)

Altes Celeron-Emblem

Mit dem Prozessor Intel Celeron auf der Basis der NetBurst-Architektur führte Intel 2002 den mit dem Intel Celeron auf der Basis der P6-Architektur begonnenen Weg fort, für das Niedrigpreis-Segment Prozessoren unter eigenem Markennamen anzubieten. Im Zuge der Ausstattung sämtlicher Intel-Mikroprozessoren mit einer Modellnummer wurde diese Serie durch den Intel Celeron D abgelöst.

## Technisches
Die Intel Celerons besitzen einen kleineren L2-Cache, einen niedriger getakteten Front Side Bus und sind zumeist auch nur mit niedrigeren Taktfrequenzen erhältlich als entsprechende Intel Pentium 4s. Damit ist die Leistungsfähigkeit dieser CPUs zwar sehr beschränkt, die niedrigeren Produktionskosten senken aber den Verkaufspreis.
Einige Intel Celeron auf der Basis der NetBurst-Architektur wurden nicht gesondert hergestellt. Bei leicht fehlerhaften Intel-Pentium-4-Prozessoren – in der Regel solchen mit teilweise defektem Cache – wurden die defekten oder „überflüssigen“ Cache-Areale einfach deaktiviert, und die CPUs gelangten mit einem niedriger spezifizierten Takt als Intel Celeron auf den Markt. Prozessoren mit Fehlern in unabdingbaren CPU-Funktionseinheiten gelangten natürlich nicht auf den Markt.

## Modelldaten Sockel 478

### Willamette-128

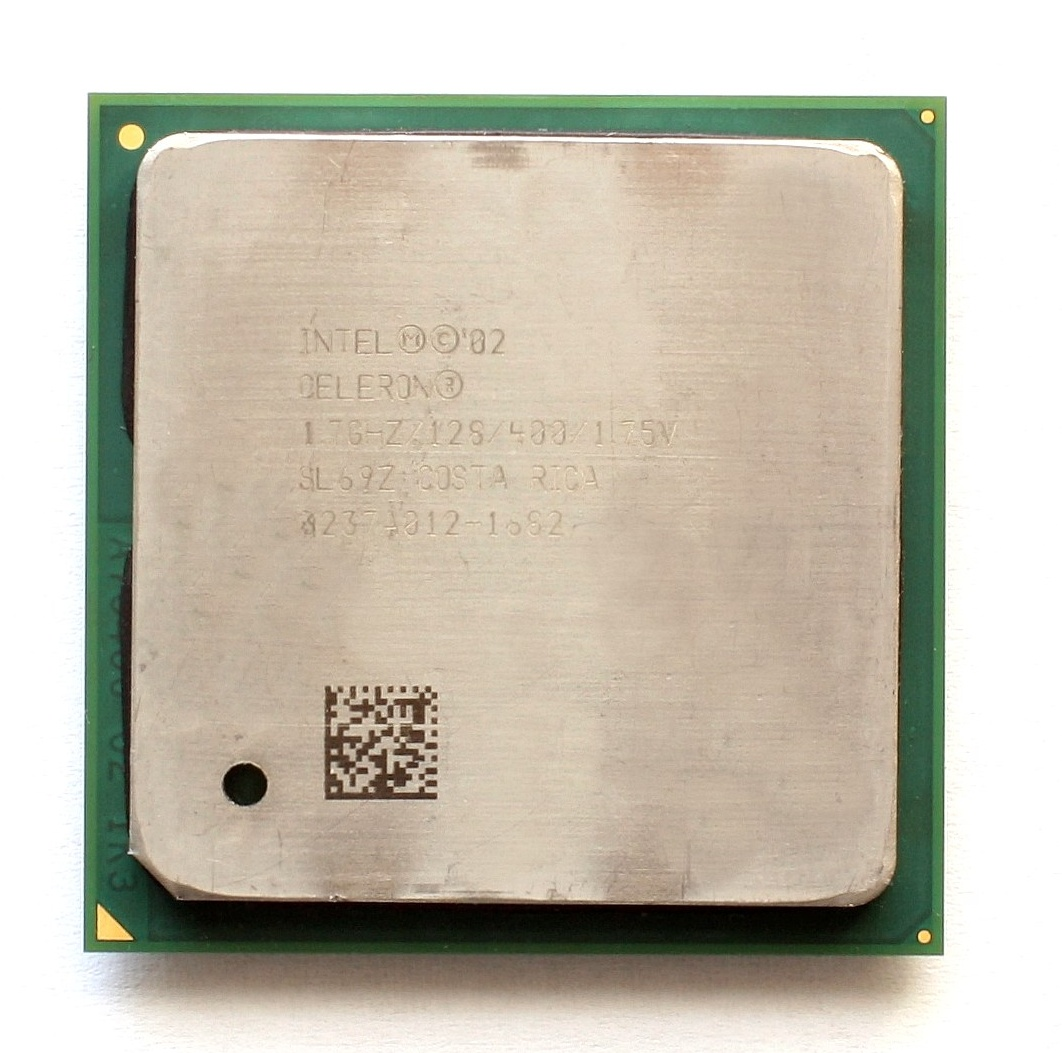
Intel Celeron 1,7 GHz (Willamette-128)

- L1-Cache: 8 KiB (Daten) + 12.000 µOps (Instruktionen)
- L2-Cache: 128 KiB mit Prozessortakt
- MMX, SSE, SSE2
- Sockel 478, AGTL+ mit 100 MHz (quadpumped, FSB400)
- Betriebsspannung (VCore): 1,75 V
- Verlustleistung (TDP):
- Erscheinungsdatum: 15. Mai 2002
- Fertigungstechnik: 180 nm
- Die-Größe: 217 mm² bei 42 Millionen Transistoren
- Taktraten:
  - 1,7 GHz
  - 1,8 GHz

### Northwood-128

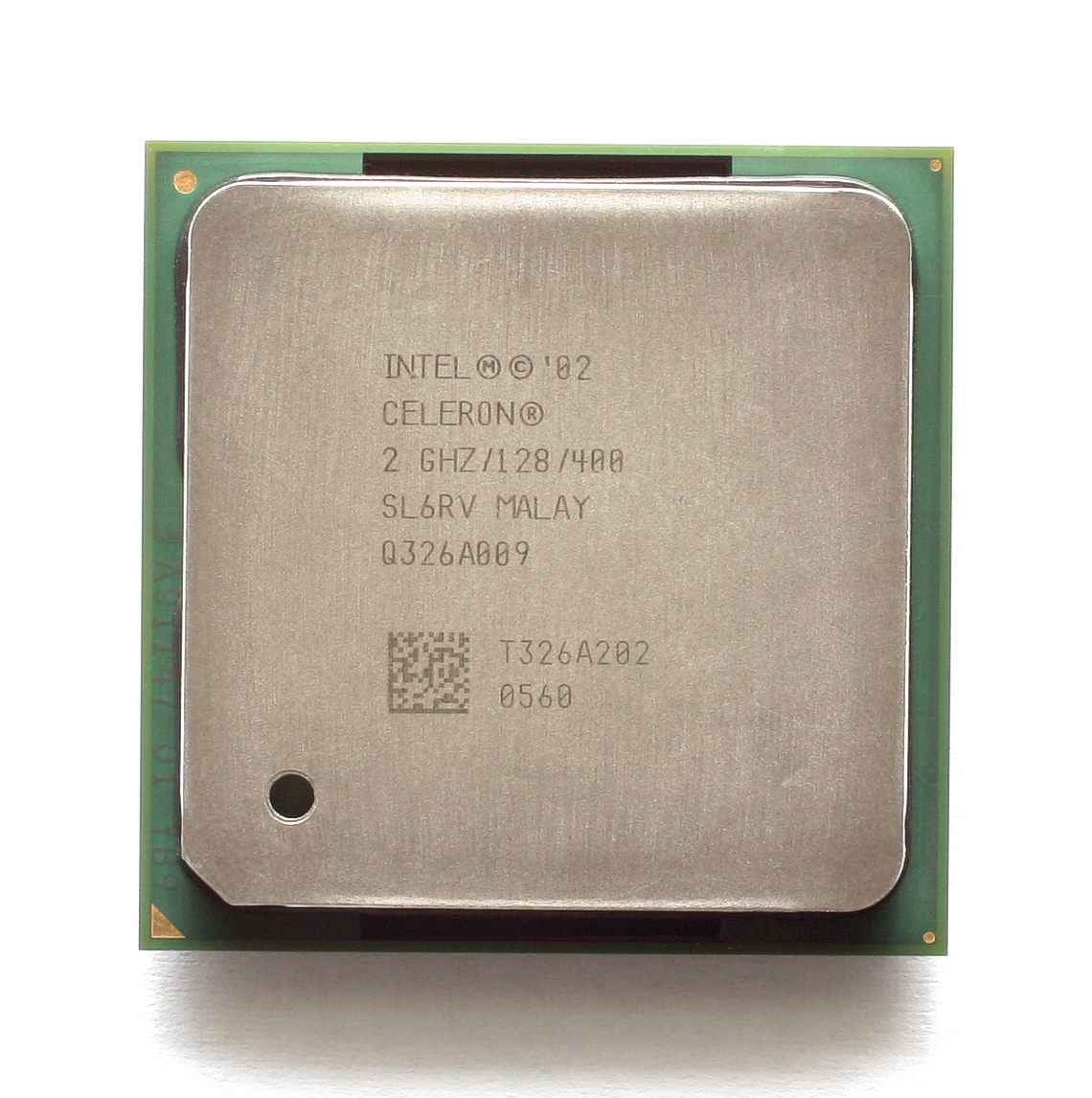
Celeron mit 2 GHz (Northwood-128)

- L1-Cache: 8 KiB (Daten) + 12.000 µOps (Instruktionen)
- L2-Cache: 128 KiB mit Prozessortakt
- MMX, SSE, SSE2
- Sockel 478, AGTL+ mit 100 MHz (quadpumped, FSB400)
- Betriebsspannung (VCore): 1,475–1,525 V
- Verlustleistung (TDP): 59,8 W
- Erscheinungsdatum: 18. September 2002
- Fertigungstechnik: 130 nm
- Die-Größe: 131 mm² bei 55 Millionen Transistoren
- Taktraten:
  - 2,0 GHz
  - 2,1 GHz
  - 2,2 GHz
  - 2,3 GHz
  - 2,4 GHz
  - 2,5 GHz
  - 2,6 GHz
  - 2,7 GHz
  - 2,8 GHz